# Altair CCW-0204
Altair in Cinecittà World (Rom, Latium, Italien) ist eine Stahlachterbahn vom Modell Multi Inversion Coaster des Herstellers Intamin, die am 24. Juli 2014 als Altair CCW-0204 eröffnet wurde. Unter diesem Namen fuhr sie bis 2016. Sie ist zurzeit (Stand: September 2023) die Achterbahn mit den meisten Inversionen in Italien. Die Bahn ist in den Themenbereich Spaceland integriert und besitzt eine Weltraum-Thematisierung.
Die 875 m lange Strecke erreicht eine Höhe von 33 m und verfügt über zehn Inversionen: einem Looping, einer Cobra-Roll, einem doppelten Korkenzieher, einer vierfachen Heartline-Roll, sowie einer weiteren Heartline-Roll. Das Streckenlayout orientiert sich, ebenso wie die Abfolge der Inversionen, an Colossus im Thorpe Park. Von diesem Modell gibt es derzeit vier weitere, baugleiche Auslieferungen weltweit.

## Züge
Altair besitzt zwei Züge mit sechs Wagen. In jedem Wagen können vier Personen (zwei Reihen à zwei Personen) Platz nehmen. Als Rückhaltesystem kommen Schulterbügel zum Einsatz.